# Tropi
Riječ tropi (grč. tropai heliou znači "područja okrenuta Suncu") označava jedno klimatsko područje Zemlje. Tu spadaju:
- Sa stajališta količine sunčevog zračenja na pojedinim područjima, područje koje se nalazi između obratnica, odnosno, između 23,5° sjeverne i 23,5° južne geografske širine, gdje Sunce barem dvaput godišnje dolazi u zenit.

- U odnosu na sustav atmosferskog kruženja, to je područje između dva pojasa visokog pritiska koja se nalaze na granicama između suptropskih i tropskog područja visokog tlaka na sjevernoj i južnoj Zemljinoj polutki.

- To je područje s obje strane ekvatora koje obilježavaju veće dnevne nego godišnje temperaturne razlike (godišnji prosjek 25°C), jer se zbog visoke količine sunčevog zračenja tijekom cijele godine ne oblikuju temperaturna godišnja doba.

- To je područje u kojem se dužina dana kreće između 10,5 i 13,5 sati dnevno.

Temperaturno razgraničenje između tropa i suptropa prema nekim znanstvenicima je izoterma na 18°C, dok je to prema drugima izoterma od 20°C. Ova se razgraničenja odnose samo na područja vrlo malo iznad razine mora, koja se zovu topli tropi, jer se temperature s porastom nadmorske visine snižavaju. Visinska se područja, iako su inače po svim drugim obilježjima dijelovi tropa, nazivaju hladnim tropima.
Unutar područja tropa, razlikuju se razna vegetacijska područja. Tako su uz ekvator konstantno vlažna područja s tropskim šumama, a u smjeru suptropskih područja se smjenuju povremeno vlažna područja (tzv. suhi tropi) preko raznih tipova savana pa do tropskih polupustinja i pustinja. 

## Poveznice
- Amazona
- Sahel
- Pantanal
- Jugoistočna Azija
- Polinezija, Mikronezija, Melanezija